# Montitega dealbata
Montitega dealbata är en ljungväxtart som först beskrevs av Robert Brown och som fick sitt nu gällande namn av Carolyn M. Weiller.
Montitega dealbata ingår i släktet Montitega och familjen ljungväxter. Inga underarter finns listade i Catalogue of Life.